# Molde Fotballklubb 2017
Questa voce raccoglie le informazioni riguardanti il Molde Fotballklubb nelle competizioni ufficiali della stagione 2017.

## Stagione
A seguito del 5º posto finale della precedente stagione, il Molde avrebbe affrontato il campionato di Eliteserien 2017, oltre al Norgesmesterskapet. Il 29 dicembre 2016 è stato reso noto che Mark Dempsey ed Erling Moe sarebbero diventati i nuovo allenatori della squadra, mentre Ole Gunnar Solskjær sarebbe diventato il manager del Molde, nello stile del calcio britannico. Il 19 dicembre è stato compilato il calendario del nuovo campionato, che alla 1ª giornata avrebbe visto il Molde ospite del Kristiansund, nel weekend dell'1-3 aprile 2016.
Il 7 aprile è stato sorteggiato il primo turno del Norgesmesterskapet 2017: il Molde avrebbe fatto visita al Volda. La squadra è arrivata fino alla semifinale in questa manifestazione, superando nell'ordine il già citato Volda, l'Hødd, il KFUM Oslo, l'Haugesund ed il Kristiansund, per poi arrendersi al Lillestrøm.
Il Molde ha chiuso la stagione al 2º posto finale, centrando così la qualificazione per l'Europa League 2018-2019. In virtù delle sue prestazioni, Björn Sigurðarson è stato candidato al titolo di miglior calciatore dell'Eliteserien alla Fotballfesten, riconoscimento andato poi a Tore Reginiussen.

## Maglie e sponsor
Lo sponsor tecnico per la stagione 2017 è stato Nike, mentre lo sponsor ufficiale è stato Sparebanken Møre. La divisa casalinga era composta da una maglietta blu con inserti bianchi, pantaloncini e calzettoni bianchi. Quella da trasferta era invece composta da una maglietta bianca, con pantaloncini e calzettoni blu.
| Casa | Trasferta |

## Rosa
| N. |                      | Ruolo | Calciatore          |
| -- | -------------------- | ----- | ------------------- |
| 1  | Svezia (bandiera)    | P     | Andreas Linde       |
| 2  | Svezia (bandiera)    | D     | Isak Ssewankambo    |
| 3  | Norvegia (bandiera)  | D     | Ole Martin Rindarøy |
| 4  | Norvegia (bandiera)  | D     | Ruben Gabrielsen    |
| 5  | Finlandia (bandiera) | D     | Joona Toivio        |
| 6  | Norvegia (bandiera)  | C     | Stian Gregersen     |
| 7  | Norvegia (bandiera)  | C     | Mathias Normann     |
| 8  | Senegal (bandiera)   | C     | Babacar Sarr        |
| 9  | Svezia (bandiera)    | A     | Mattias Moström     |
| 10 | Islanda (bandiera)   | A     | Björn Sigurðarson   |
| 11 | Norvegia (bandiera)  | C     | Martin Ellingsen    |
| 11 | Norvegia (bandiera)  | A     | Sander Svendsen     |
| 14 | Norvegia (bandiera)  | C     | Petter Strand       |
| 15 | Fær Øer (bandiera)   | D     | Sonni Nattestad     |
| 16 | Norvegia (bandiera)  | C     | Etzaz Hussain       |
| 17 | Norvegia (bandiera)  | C     | Fredrik Aursnes     |
| 18 | Senegal (bandiera)   | C     | Amidou Diop         |
| 19 | Norvegia (bandiera)  | C     | Eirik Hestad        |
| 20 | Camerun (bandiera)   | A     | Thomas Amang        |

| N. |                      | Ruolo | Calciatore              |
| -- | -------------------- | ----- | ----------------------- |
| 21 | Norvegia (bandiera)  | C     | Tobias Svendsen         |
| 22 | Danimarca (bandiera) | D     | Christoffer Remmer      |
| 23 | Norvegia (bandiera)  | D     | Knut Olav Rindarøy      |
| 24 | Norvegia (bandiera)  | A     | Eman Markovic           |
| 25 | Islanda (bandiera)   | A     | Óttar Magnús Karlsson   |
| 26 | Norvegia (bandiera)  | P     | Mathias Eriksen Ranmark |
| 27 | Norvegia (bandiera)  | D     | Martin Ove Roseth       |
| 28 | Senegal (bandiera)   | A     | Ibrahima Wadji          |
| 29 | Norvegia (bandiera)  | D     | Vegard Forren           |
| 29 | Norvegia (bandiera)  | D     | Kristian Strande        |
| 30 | Norvegia (bandiera)  | C     | Erling Braut Håland     |
| 32 | Svezia (bandiera)    | D     | Christopher Telo        |
| 33 | Norvegia (bandiera)  | A     | Fredrik Brustad         |
| 34 | Brasile (bandiera)   | P     | Neydson                 |
| 42 | Norvegia (bandiera)  | P     | Jonatan Byttingsvik     |
| 51 | Norvegia (bandiera)  | D     | Leo Skiri Østigård      |
| 54 | Norvegia (bandiera)  | D     | Elias Mordal            |
| 55 | Norvegia (bandiera)  | D     | Andreas Uran            |

## Calciomercato

### Sessione invernale(dal 01/01 al 31/03)
| Arrivi           | Arrivi                | Arrivi     | Arrivi        |
| R.               | Nome                  | da         | Modalità      |
| ---------------- | --------------------- | ---------- | ------------- |
| D                | Sonni Nattestad       |            | svincolato    |
| D                | Ole Martin Rindarøy   | Lillestrøm | fine prestito |
| C                | Erling Braut Håland   | Bryne      | definitivo    |
| C                | Etzaz Hussain         |            | svincolato    |
| A                | Óttar Magnús Karlsson | Víkingur   | definitivo    |
| Altre operazioni |                       |            |               |
| R.               | Nome                  | da         | Modalità      |
| C                | Thomas Kind Bendiksen | Elfsborg   | fine prestito |

| Partenze | Partenze              | Partenze    | Partenze   |
| R.       | Nome                  | a           | Modalità   |
| -------- | --------------------- | ----------- | ---------- |
| P        | Ethan Horvath         | Club Bruges | definitivo |
| D        | Per-Egil Flo          |             | svincolato |
| D        | Vegard Forren         |             | svincolato |
| C        | Agnaldo               | Vila Nova   | prestito   |
| C        | Thomas Kind Bendiksen |             | svincolato |
| C        | Ola Ormset Husby      | Levanger    | prestito   |
| C        | Harmeet Singh         |             | svincolato |
| A        | Pape Paté Diouf       |             | svincolato |
| A        | Joshua Gatt           |             | svincolato |

### Sessione estiva(dal 20/07 al 16/08)
| Arrivi           | Arrivi                  | Arrivi          | Arrivi        |
| R.               | Nome                    | da              | Modalità      |
| ---------------- | ----------------------- | --------------- | ------------- |
| P                | Mathias Eriksen Ranmark | Oppsal          | definitivo    |
| D                | Vegard Forren           |                 | svincolato    |
| D                | Christopher Telo        | IFK Norrköping  | definitivo    |
| C                | Martin Ellingsen        | Kongsvinger     | definitivo    |
| C                | Mathias Normann         | Brighton        | prestito      |
| A                | Ibrahima Wadji          |                 | svincolato    |
| Altre operazioni |                         |                 |               |
| R.               | Nome                    | da              | Modalità      |
| C                | Thompson Ekpe           | Kristiansund BK | fine prestito |
| C                | Ola Ormset Husby        | Levanger        | fine prestito |

| Partenze | Partenze            | Partenze        | Partenze   |
| R.       | Nome                | a               | Modalità   |
| -------- | ------------------- | --------------- | ---------- |
| P        | Neydson             | Elverum         | prestito   |
| D        | Ole Martin Rindarøy | Sogndal         | prestito   |
| D        | Kristian Strande    | Brattvåg        | prestito   |
| C        | Amidou Diop         | Kristiansund BK | definitivo |
| C        | Thompson Ekpe       | Arendal         | definitivo |
| C        | Etzaz Hussain       | Odd             | prestito   |
| C        | Ola Ormset Husby    | Brattvåg        | prestito   |
| A        | Sander Svendsen     | Hammarby        | definitivo |

## Risultati

### Eliteserien

#### Girone di andata
| Arbitro: | Hagen (Grue) |

|  |           |             |
|  | Marcatori | 51’ Brustad |

| Arbitro: | Eskås (Oslo) |

|                               |           |            |
| S. Svendsen 29’ Gregersen 90’ | Marcatori | 47’ Mathew |

| Arbitro: | Hagen (Grue) |

|                        |           |                     |
| Jevtović 7’ Midtsjø 9’ | Marcatori | 21’ (aut.) Bendtner |

| Arbitro: | Hafsås (Trondheim) |

|                                                        |           |  |
| S. Svendsen 7’, 28’ Näsberg 11’ (aut.) Sigurðarson 46’ | Marcatori |  |

| Haugesund 24 aprile 2017, ore 19:00 5ª giornata | Haugesund      | 0 – 0 referto | Molde | Haugesund Stadion (3.788 spett.)\| Arbitro: \| Steen (Bergen) \| |
| Arbitro:                                        | Steen (Bergen) |               |       |                                                                  |

| Arbitro: | Kjensli (Oslo) |

|                                       |           |                                  |
| Storbæk 34’ Seck 74’ Morer 90’ (rig.) | Marcatori | 67’, 72’ Sigurðarson 77’ Brustad |

| Arbitro: | Døvle (Larvik) |

|  |           |                |
|  | Marcatori | 45’ Abdellaoue |

| Arbitro: | Hansen (Feda) |

|                                                   |           |             |
| Kristiansen 39’ Grønner 58’ Orlov 85’ Braaten 87’ | Marcatori | 43’ Brustad |

| Arbitro: | Kjensli (Oslo) |

|                 |           |                          |
| Sigurðarson 58’ | Marcatori | 48’ Ramsland 57’ Schulze |

| Arbitro: | Hagen (Grue) |

|          |           |                            |
| Berg 90’ | Marcatori | 53’ Aursnes 90’ Gabrielsen |

| Arbitro: | Hagenes (Flaktveit) |

|                                       |           |           |
| Toivio 4’ Brustad 37’ Sigurðarson 90’ | Marcatori | 58’ Kassi |

| Arbitro: | Eskås (Oslo) |

|               |           |  |
| Mortensen 62’ | Marcatori |  |

| Arbitro: | Hobber Nilsen (Oslo) |

|                                         |           |  |
| Hussain 55’ Sigurðarson 57’ Brustad 83’ | Marcatori |  |

| Arbitro: | Hagen (Grue) |

|                     |           |                 |
| Ulland Andersen 48’ | Marcatori | 38’ Sigurðarson |

| Arbitro: | Eskås (Oslo) |

|                                            |           |                          |
| Strand 5’ Sigurðarson 30’ (rig.) Amang 90’ | Marcatori | 72’ Bringaker 84’ Haugen |

#### Girone di ritorno
| Arbitro: | Moen (Haugesund) |

|  |           |                                         |
|  | Marcatori | 22’, 58’ (rig.) Sigurðarson 75’ Brustad |

| Molde 16 luglio 2017, ore 18:00 17ª giornata | Molde                | 0 – 0 referto | Strømsgodset | Aker Stadion (8.628 spett.)\| Arbitro: \| Skjerven (Kaupanger) \| |
| Arbitro:                                     | Skjerven (Kaupanger) |               |              |                                                                   |

| Arbitro: | Døvle (Larvik) |

|                 |           |                                  |
| Lehne Olsen 25’ | Marcatori | 27’ S. Svendsen 77’ Braut Håland |

| Arbitro: | Hobber Nilsen (Oslo) |

|            |           |                            |
| Brustad 5’ | Marcatori | 73’ Bendtner 85’ Konradsen |

| Arbitro: | Hagen (Grue) |

|                                               |           |                             |
| Hou Sæter 16’ Kassi 57’ Omoijuanfo 74’ (rig.) | Marcatori | 61’ Sigurðarson 88’ Brustad |

| Arbitro: | Eskås (Oslo) |

|                                 |           |                      |
| Semb Berge 49’ (aut.) Amang 90’ | Marcatori | 59’ (rig.) Samuelsen |

| Arbitro: | Lundby (Bøverbru) |

|                        |           |                                                |
| Nordvik 2’ Høiland 77’ | Marcatori | 12’ Sigurðarson 33’ Ellingsen 80’ Braut Håland |

| Arbitro: | Hagenes (Flaktveit) |

|                              |           |               |
| Amang 14’, 55’ Ellingsen 78’ | Marcatori | 21’ Rodríguez |

| Arbitro: | Hafsås (Trondheim) |

|                        |           |                            |
| Mandić 12’ Nwakali 23’ | Marcatori | 36’ Sigurðarson 45’ Strand |

| Arbitro: | Hobber Nilsen (Oslo) |

|                |           |  |
| Gabrielsen 90’ | Marcatori |  |

| Arbitro: | Lundby (Bøverbru) |

|          |           |  |
| Sarr 29’ | Marcatori |  |

| Arbitro: | Moen (Haugesund) |

|            |           |                                |
| Stengel 8’ | Marcatori | 38’ Sigurðarson 90’ Gabrielsen |

| Arbitro: | Hobber Nilsen (Oslo) |

|  |           |           |
|  | Marcatori | 70’ Bamba |

| Arbitro: | Skjerven (Kaupanger) |

|  |           |           |
|  | Marcatori | 14’ Wadji |

| Arbitro: | Eskås (Oslo) |

|                      |           |                                |
| Sigurðarson 61’, 75’ | Marcatori | 51’ Mortensen 55’ Zachariassen |

### Norgesmesterskapet
| Arbitro: | Smehus Kringstad |

|                           |           |                                   |
| Kvalsnes 60’ Dahlberg 67’ | Marcatori | 46’, 83’ Karlsson 83’ T. Svendsen |

| Arbitro: | Hansen Grøtta |

|          |           |                       |
| Rise 68’ | Marcatori | 81’ Amang 90’ Hussain |

| Arbitro: | Gjermshus (Oslo) |

|              |           |                  |
| Sortevik 39’ | Marcatori | 58’, 61’ Brustad |

| Arbitro: | Saggi (Drammen) |

|  |           |                            |
|  | Marcatori | 3’ Brustad 66’ Sigurðarson |

| Arbitro: | Hobber Nilsen (Oslo) |

|                                     |           |           |
| Braut Håland 75’ Baranov 78’ (aut.) | Marcatori | 8’ Stokke |

| Arbitro: | Moen (Haugesund) |

|  |           |                                              |
|  | Marcatori | 75’ Kind Mikalsen 87’ Knudtzon 90’ Melgalvis |

## Statistiche

### Statistiche di squadra
| Competizione       | Punti | In casa | In casa | In casa | In casa | In casa | In casa | In trasferta | In trasferta | In trasferta | In trasferta | In trasferta | In trasferta | Totale | Totale | Totale | Totale | Totale | Totale | DR  |
| Competizione       | Punti | G       | V       | N       | P       | Gf      | Gs      | G            | V            | N            | P            | Gf           | Gs           | G      | V      | N      | P      | Gf     | Gs     | DR  |
| ------------------ | ----- | ------- | ------- | ------- | ------- | ------- | ------- | ------------ | ------------ | ------------ | ------------ | ------------ | ------------ | ------ | ------ | ------ | ------ | ------ | ------ | --- |
| Eliteserien        | 54    | 15      | 9       | 2       | 4       | 26      | 14      | 15           | 7            | 4            | 4            | 24           | 21           | 30     | 16     | 6      | 8      | 50     | 35     | +15 |
| Norgesmesterskapet | -     | 2       | 1       | 0       | 1       | 2       | 4       | 4            | 4            | 0            | 0            | 9            | 4            | 6      | 5      | 0      | 1      | 11     | 8      | +3  |
| Totale             | -     | 17      | 10      | 2       | 5       | 28      | 18      | 19           | 11           | 4            | 4            | 33           | 25           | 36     | 21     | 6      | 9      | 61     | 43     | +18 |

### Andamento in campionato
| Giornata  | 1 | 2 | 3 | 4 | 5 | 6 | 7 | 8 | 9  | 10 | 11 | 12 | 13 | 14 | 15 | 16 | 17 | 18 | 19 | 20 | 21 | 22 | 23 | 24 | 25 | 26 | 27 | 28 | 29 | 30 |
| --------- | - | - | - | - | - | - | - | - | -- | -- | -- | -- | -- | -- | -- | -- | -- | -- | -- | -- | -- | -- | -- | -- | -- | -- | -- | -- | -- | -- |
| Luogo     | T | C | T | C | T | T | C | T | C  | T  | C  | T  | C  | T  | C  | T  | C  | T  | C  | T  | C  | T  | C  | T  | C  | C  | T  | C  | T  | C  |
| Risultato | V | V | P | V | N | N | P | P | P  | V  | V  | P  | V  | N  | V  | V  | N  | V  | P  | P  | V  | V  | V  | N  | V  | V  | V  | P  | V  | N  |
| Posizione | 6 | 3 | 6 | 2 | 5 | 5 | 6 | 7 | 10 | 7  | 7  | 7  | 5  | 5  | 4  | 4  | 3  | 3  | 4  | 4  | 4  | 4  | 4  | 3  | 2  | 2  | 2  | 2  | 2  | 2  |

Fonte:  Eliteserien 2017, su altomfotball.no, Altomfotball.
Legenda:

Luogo: C = Casa; T = Trasferta. Risultato: V = Vittoria; N = Pareggio; P = Sconfitta.

### Statistiche dei giocatori
| Giocatore          | Eliteserien | Eliteserien | Eliteserien | Eliteserien | Norgesmesterskapet | Norgesmesterskapet | Norgesmesterskapet | Norgesmesterskapet | Coppe europee | Coppe europee | Coppe europee | Coppe europee | Altre coppe | Altre coppe | Altre coppe | Altre coppe | Totale   | Totale | Totale      | Totale     |
| Giocatore          | Presenze    | Reti        | Ammonizioni | Espulsioni  | Presenze           | Reti               | Ammonizioni        | Espulsioni         | Presenze      | Reti          | Ammonizioni   | Espulsioni    | Presenze    | Reti        | Ammonizioni | Espulsioni  | Presenze | Reti   | Ammonizioni | Espulsioni |
| ------------------ | ----------- | ----------- | ----------- | ----------- | ------------------ | ------------------ | ------------------ | ------------------ | ------------- | ------------- | ------------- | ------------- | ----------- | ----------- | ----------- | ----------- | -------- | ------ | ----------- | ---------- |
| T. Amang           | 16          | 4           | 0           | 1           | 3                  | 1                  | 1                  | 0                  |               |               |               |               |             |             |             |             | 19       | 5      | 1           | 1          |
| F. Aursnes         | 27          | 1           | 3           | 1           | 2                  | 0                  | 0                  | 0                  |               |               |               |               |             |             |             |             | 29       | 1      | 3           | 1          |
| E. Braut Håland    | 14          | 2           | 2           | 0           | 5                  | 1                  | 2                  | 0                  |               |               |               |               |             |             |             |             | 19       | 3      | 4           | 0          |
| F. Brustad         | 27          | 8           | 2           | 0           | 5                  | 3                  | 0                  | 0                  |               |               |               |               |             |             |             |             | 32       | 11     | 2           | 0          |
| J. Byttingsvik     | 0           | -0          | 0           | 0           | 0                  | -0                 | 0                  | 0                  |               |               |               |               |             |             |             |             | 0        | 0      | 0           | 0          |
| A. Diop            | 2           | 0           | 0           | 0           | 2                  | 0                  | 0                  | 0                  |               |               |               |               |             |             |             |             | 4        | 0      | 0           | 0          |
| M. Ellingsen       | 11          | 2           | 0           | 0           | 2                  | 0                  | 0                  | 0                  |               |               |               |               |             |             |             |             | 13       | 2      | 0           | 0          |
| M. Eriksen Ranmark | 1           | -2          | 0           | 0           | 0                  | -0                 | 0                  | 0                  |               |               |               |               |             |             |             |             | 1        | -2     | 0           | 0          |
| V. Forren          | 10          | 0           | 3           | 0           | 2                  | 0                  | 0                  | 0                  |               |               |               |               |             |             |             |             | 12       | 0      | 3           | 0          |
| R. Gabrielsen      | 27          | 3           | 1           | 0           | 3                  | 0                  | 0                  | 0                  |               |               |               |               |             |             |             |             | 30       | 3      | 1           | 0          |
| S. Gregersen       | 27          | 1           | 5           | 0           | 2                  | 0                  | 0                  | 0                  |               |               |               |               |             |             |             |             | 29       | 1      | 5           | 0          |
| E. Hestad          | 20          | 0           | 3           | 0           | 6                  | 0                  | 1                  | 0                  |               |               |               |               |             |             |             |             | 26       | 0      | 4           | 0          |
| E. Hussain         | 13          | 1           | 3           | 0           | 2                  | 0                  | 0                  | 0                  |               |               |               |               |             |             |             |             | 15       | 1      | 3           | 0          |
| Ó. Karlsson        | 8           | 0           | 0           | 0           | 2                  | 2                  | 0                  | 0                  |               |               |               |               |             |             |             |             | 10       | 2      | 0           | 0          |
| A. Linde           | 30          | -33         | 1           | 0           | 5                  | -6                 | 0                  | 0                  |               |               |               |               |             |             |             |             | 35       | -39    | 1           | 0          |
| E. Markovic        | 0           | 0           | 0           | 0           | 0                  | 0                  | 0                  | 0                  |               |               |               |               |             |             |             |             | 0        | 0      | 0           | 0          |
| E. Mordal          | 0           | 0           | 0           | 0           | 0                  | 0                  | 0                  | 0                  |               |               |               |               |             |             |             |             | 0        | 0      | 0           | 0          |
| M. Moström         | 6           | 0           | 1           | 0           | 0                  | 0                  | 0                  | 0                  |               |               |               |               |             |             |             |             | 6        | 0      | 1           | 0          |
| S. Nattestad       | 0           | 0           | 0           | 0           | 0                  | 0                  | 0                  | 0                  |               |               |               |               |             |             |             |             | 0        | 0      | 0           | 0          |
| Neydson            | 0           | -0          | 0           | 0           | 1                  | -2                 | 1                  | 0                  |               |               |               |               |             |             |             |             | 1        | -2     | 1           | 0          |
| M. Normann         | 5           | 0           | 2           | 0           | 2                  | 0                  | 0                  | 0                  |               |               |               |               |             |             |             |             | 7        | 0      | 2           | 0          |
| C. Remmer          | 28          | 0           | 1           | 0           | 6                  | 0                  | 1                  | 0                  |               |               |               |               |             |             |             |             | 34       | 0      | 2           | 0          |
| K. Rindarøy        | 5           | 0           | 0           | 0           | 1                  | 0                  | 0                  | 0                  |               |               |               |               |             |             |             |             | 6        | 0      | 0           | 0          |
| O. Rindarøy        | 6           | 0           | 0           | 0           | 3                  | 0                  | 1                  | 0                  |               |               |               |               |             |             |             |             | 9        | 0      | 1           | 0          |
| M. Roseth          | 0           | 0           | 0           | 0           | 0                  | 0                  | 0                  | 0                  |               |               |               |               |             |             |             |             | 0        | 0      | 0           | 0          |
| B. Sarr            | 25          | 1           | 5           | 0           | 5                  | 0                  | 0                  | 0                  |               |               |               |               |             |             |             |             | 30       | 1      | 5           | 0          |
| B. Sigurðarson     | 27          | 16          | 0           | 0           | 3                  | 1                  | 0                  | 0                  |               |               |               |               |             |             |             |             | 30       | 17     | 0           | 0          |
| L. Skiri Østigård  | 1           | 0           | 0           | 0           | 0                  | 0                  | 0                  | 0                  |               |               |               |               |             |             |             |             | 1        | 0      | 0           | 0          |
| I. Ssewankambo     | 17          | 0           | 2           | 0           | 3                  | 0                  | 0                  | 0                  |               |               |               |               |             |             |             |             | 20       | 0      | 2           | 0          |
| P. Strand          | 21          | 2           | 2           | 0           | 4                  | 0                  | 0                  | 0                  |               |               |               |               |             |             |             |             | 25       | 2      | 2           | 0          |
| K. Strande         | 0           | 0           | 0           | 0           | 0                  | 0                  | 0                  | 0                  |               |               |               |               |             |             |             |             | 0        | 0      | 0           | 0          |
| S. Svendsen        | 15          | 4           | 1           | 0           | 2                  | 1                  | 0                  | 0                  |               |               |               |               |             |             |             |             | 17       | 5      | 1           | 0          |
| T. Svendsen        | 6           | 0           | 0           | 0           | 2                  | 1                  | 0                  | 0                  |               |               |               |               |             |             |             |             | 8        | 1      | 0           | 0          |
| C. Telo            | 2           | 0           | 1           | 0           | 0                  | 0                  | 0                  | 0                  |               |               |               |               |             |             |             |             | 2        | 0      | 1           | 0          |
| J. Toivio          | 12          | 1           | 0           | 0           | 3                  | 0                  | 0                  | 0                  |               |               |               |               |             |             |             |             | 15       | 1      | 0           | 0          |
| A. Uran            | 0           | 0           | 0           | 0           | 0                  | 0                  | 0                  | 0                  |               |               |               |               |             |             |             |             | 0        | 0      | 0           | 0          |
| I. Wadji           | 9           | 1           | 1           | 0           | 1                  | 0                  | 0                  | 0                  |               |               |               |               |             |             |             |             | 10       | 1      | 1           | 0          |